# Yixianosaurus
Yixianosaurus („Ještěr z Yixianu“) byl rod malého maniraptorního dinosaura z čeledi Anchiornithidae, který žil v období spodní křídy (asi před 122 miliony let) na území dnešní čínské provincie Liao-ning.

## Popis
Tento malý dravec (délka asi 1 metr, hmotnost kolem 1 kg) je znám pouze z opeřených a prodloužených předních končetin (na něž odkazuje druhové jméno longimanus, což v překladu znamená „dlouhoruký“) a břišních či hrudních žeber, objevených v roce 2001 a popsaného o 2 roky později. Patřil tedy mezi populární opeřené dinosaury. Jeho blízkým příbuzným byl zřejmě jiný „opeřený“ dinosaurus, Epidendrosaurus.
Podle jiných odhadů vážil tento malý maniraptor pouze kolem 170 gramů (exemplář IVPP V13631).